# 弗洛朗·齐巴
弗洛朗·齐巴（生於1949年8月17日）是剛果共和國政治家，自2009年開始便擔任剛果共和國勞動和社會保障部部長。齐巴最早是在1970年代時在一黨制的剛果勞動黨中以軍事將領的身分獲得晉升，1979年至1983年期間他則轉任新聞部部長。雖然他在1983年時與剛果勞動黨領導高層分裂，但是自1983年開始他重新回到政府工作。1989年至1991年期間他擔任裝備部部長，之後則於剛果共和國總統德尼·薩蘇-恩格索底下長期擔任重要職位。